# Sun Ťien
Sun Ťien (čínsky pchin-jinem Sūn Jiàn, znaky zjednodušené 孙健, tradiční 孫健; 1936 — listopad 1997) byl čínský dělník a komunistický politik, místopředseda vlády Čínské lidové republiky v letech 1975–1978. Začínal jako dělník, postupně se vypracoval do vedení své továrny. Za kulturní revoluce přešel do politiky, podílel se na řízení průmyslu v administrativě města Tchien-ťinu, v letech 1973–1975 byl tajemníkem pro průmysl tchienťinského městského výboru KS Číny. V letech 1973–1977 byl členem širšího vedení KS Číny jako kandidát jejího ústředního výboru. Do vlády ho vyzdvihl Mao Ce-tung, který v ní chtěl mít zástupce prostých dělníků. Po Maově smrti se Sun Ťien neshodl s Teng Siao-pchingovým reformním vedením strany a státu a byl z politiky odsunut.

## Život
Sun Ťien se narodil roku 1936 v okrese Ting-sing v centrální části provincie Che-pej. V roce 1951 se stal dělníkem v tchien-ťinské továrně na spalovací motory. Začínal jako prostý dělník, tvrdou prací si získal uznání, roku 1958 vstoupil do Komunistické strany Číny a postupně stoupal ve funkcích, až se nakonec stal tajemníkem stranické organizace továrny.
Během kulturní revoluce přešel do tchien-ťinského městského úřadu pro strojírenství, kde zastával funkci zástupce předsedy jeho revolučního výboru odpovědného za výrobu. Na X. sjezdu KS Číny v srpnu 1973 byl zvolen  kandidátem ústředního výboru a v listopadu 1973 byl povýšen na jednoho z tajemníků tchienťinského městského výboru KS Číny se zodpovědností za průmysl.
V nové vládě jmenované v lednu 1975 se stal jejím místopředsedou s odpovědností za průmyslovou výboru. Se vzorovým dělníkem Wu Kuej-sienem a rolnickým vůdcem Čchen Jung-kuejem patřil k místopředsedům vlády prosazeným do úřadu Mao Ce-tungem, který chtěl mít ve vedení země reprezentanty prostého lidu. Patřil k politikům, kteří udělali kariéru za kulturní revoluce a sympatizoval s levými radikály ve vedení strany a státu (takzvaný gang čtyř) a po jejich odstranění z funkcí ztratil politický vliv. V nové vládě jmenované v březnu 1978 se pro něj již nenašlo místo.
Po odchodu z vlády se vrátil do Tchien-ťinu k životu továrenského dělníka. V roce 1985 dala vláda svolení k jeho povýšení na střední manažerskou pozici, vedl německou investici ve výši 5 milionů dolarů do linky na výrobu motocyklů v Tchien-ťinu. Později byl jmenován ředitelem státní strojírenské společnosti v Tchienťinské zóně ekonomicko-technologického rozvoje.
V listopadu 1997 Sun zemřel v Tchien-ťinu na rakovinu plic ve věku 61 let.